# Cailleux (cràter)
Cailleux és un cràter d'impacte de la Lluna que està unit pel sud-oest a la vora de la plana emmurallada del cràter Poincaré. Està situat a la part sud de la cara oculta de la Lluna, de manera que no pot ser observat des de la Terra. Al sud-est de Cailleux apareix el cràter Lyman, i per l'oest Prandtl.
Aquest cràter deu el seu nom al científic francès André de Cayeux de Senarpont (1907-1986), qui va utilitzar el pseudònim d'André Cailleux en tots els seus treballs publicats.
El cràter és circular i simètric, amb una vora desgastada i la paret interior marcada per una sèrie de petits cràters. La major part dels vessants de la paret interior descendeixen suaument cap al sòl interior, i no presenta aterrassaments o altres detalls particulars. El fons del 'cràter està anivellat i no té trets distintius, amb només uns pocs cràters minúsculs que marquen la seva superfície.
Abans de ser anomenat Cailleux per la UAI, havia estat el cràter satèl·lit Poincaré R.